# Schloss Thayngen
Das Schloss Thayngen steht in Thayngen im Schweizer Kanton Schaffhausen. Das Gebäude wird auch mit «Zum Oberhof» bezeichnet.

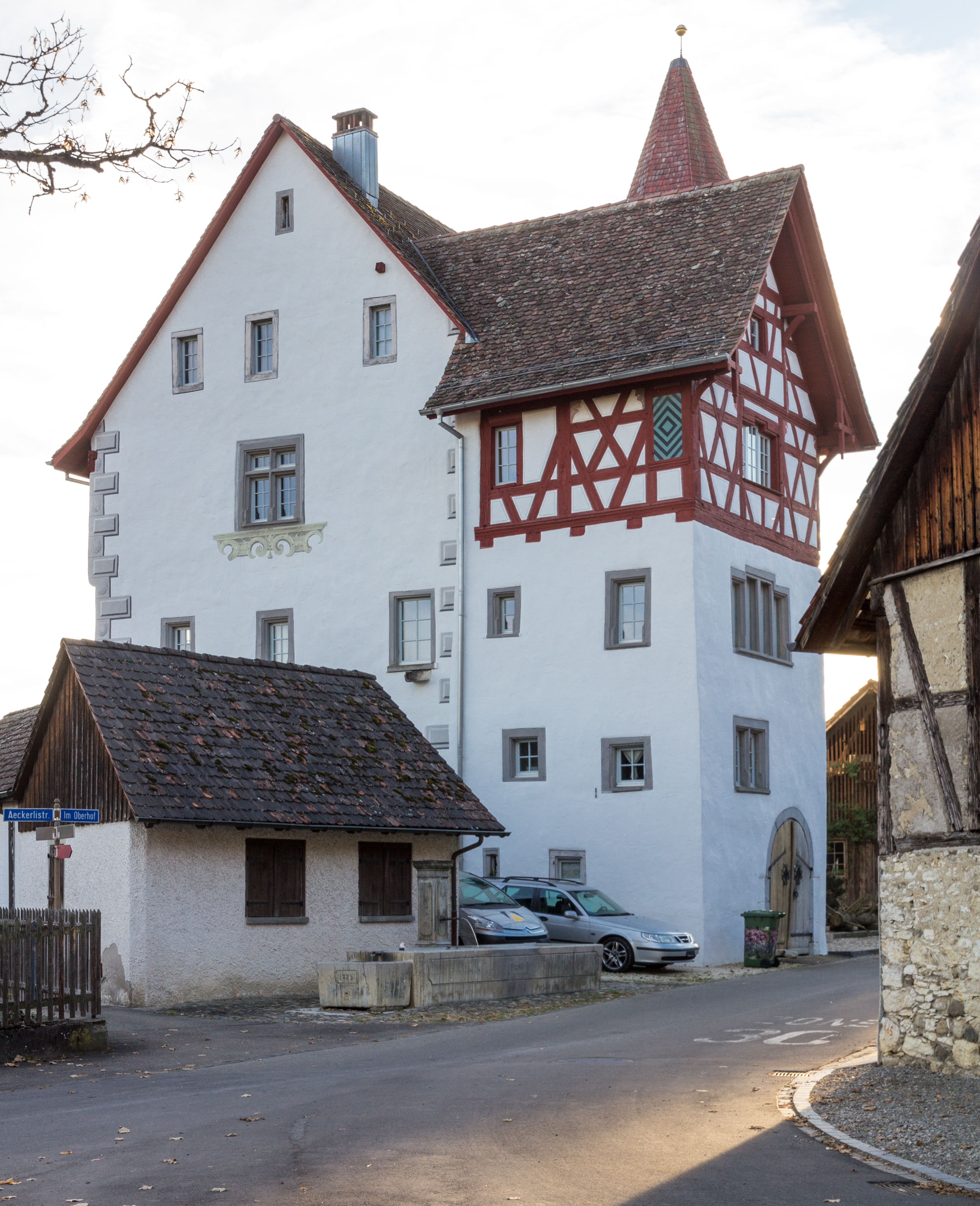
Schloss Thayngen (2017)

## Geschichte
In den Jahren 1593 bis 1604 ersetzte Hans Im Thurn-Stokar das «gemauerte Haus» durch den noch heute bestehenden Bau als neuen Sitz des Schaffhauer Landvogtes und persönlichen Sommersitz. 1615 ergänzte sein Sohn und der spätere Bürgermeister von Schaffhausen, Hans Im Thurn-Peyer, den nördlichen Anbau. Er selbst bezeichnet in seinem noch erhaltenen Tagebuch diesen Vorgang als «Anstoss ufm Kerhals».
Der Vogt Johannes Im Thurn barockisierte das Schloss von 1683 bis 1697 in einer grossen Renovation. Das Schloss verfügte ehemals über zwei Treppentürme, wovon einer noch heute existiert. Er wurde bei der neuesten Renovation wieder mit einem polygonalen Knickhelm versehen. Der westliche Treppenwendel ist noch als ehemaliger Kellerabgang erhalten.
1798 verlor die Familie Im Thurn die Vogteirechte, sodass Schloss Thayngen anschliessend in den Besitz eines Landwirts kam. Das Schloss ist in Privatbesitz und kann nur von aussen besichtigt werden.

## Innenbeschreibung, Türme
Der Haupteingang auf der Nordseite ist mit einer Glastüre wiederhergestellt. Er führt in einen großen Saal mit bemalter Balkendecke aus der Entstehungszeit. Westlich wurde ein Treppenaufgang als Wintergarten ausgeführt. Die sandsteinerne Türeinfassung des Treppenturms besitzt einen Kleeblattbogen mit blindem Eselsrücken. Über der Turmtür die den gesamten Bau über einen Schneggen aus Weißjurakalkstein erschließt, befindet sich das 1835 von Johann Jakob Oechslin renovierte Sandsteinwappen von 1604 mit den beiden Wappen Im Thurn und Stokar, des Erbauers und seiner Frau:
HANS IM THVRN VOGT-

HER ZVO THAYNGEN VND

ALTIKON BVRGER VD DES

RATS ZVO SCHAFFHAVSEN

UVD FRAW MARGARETA

IM THVRN GEBORENE STO-

KERIN SEIN EGEMAL

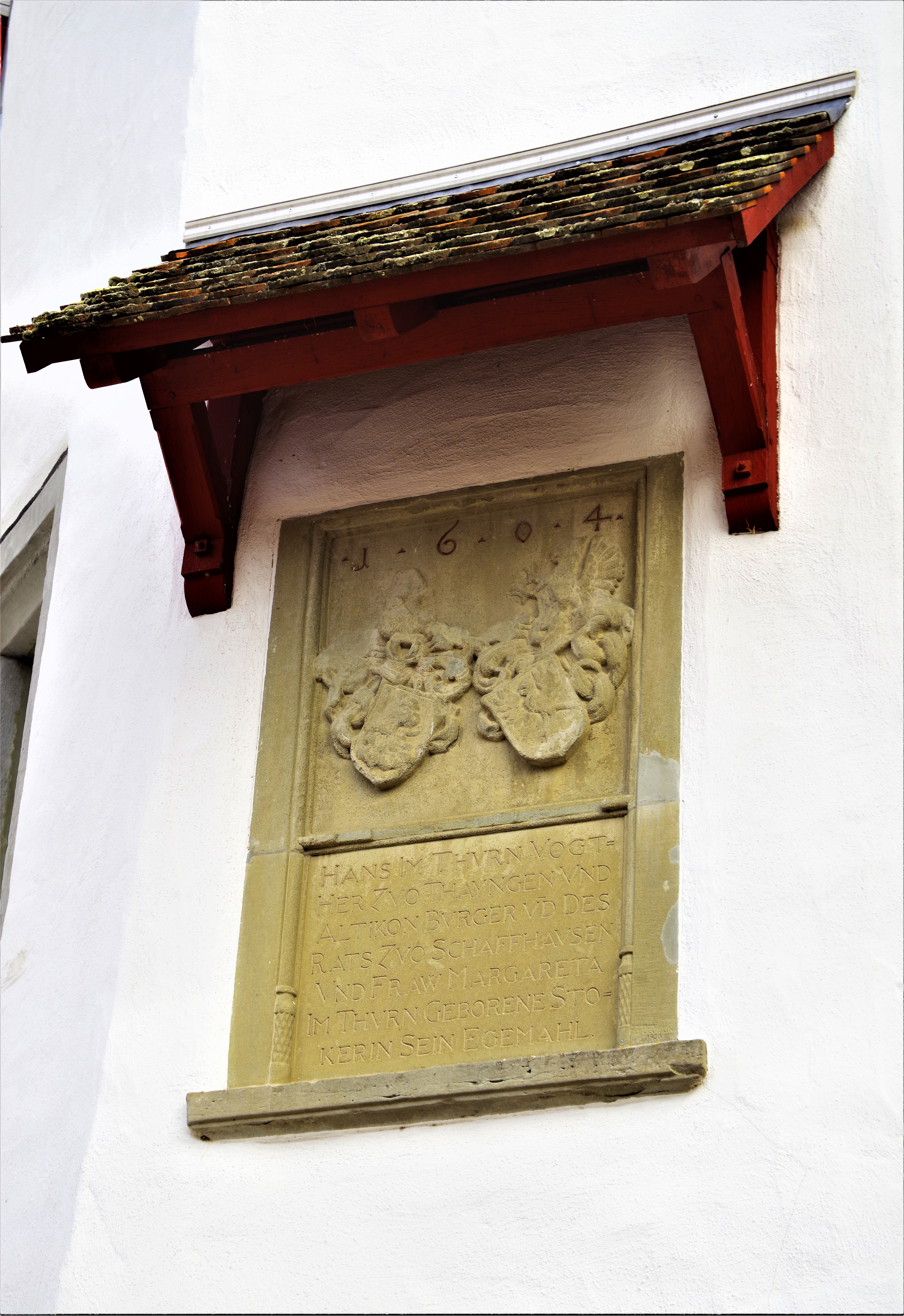
Sandsteinwappen über dem Turmeingang

Die Unterteilungen in einzelne Zimmer und nachträgliche Einbauten wurden weitgehend rückgängig gemacht. Im Erdgeschoss in der Südostecke befindet sich eine getäferte Stube des 17. Jahrhunderts mit trapezoiden Deckenfeldern um ein Oktogon, alles in Nussbaumimitation.
Im ersten Obergeschoss gibt es eine Wandtäfelung mit Bemalungen des 18. Jahrhunderts, zumeist Ansichten der nächsten Umgebung: Haus Steig (ehemaliger Sitz der Fulach, ebenfalls Vogtherren in Thayngen), Schloss Herblingen, Alpensicht etc. Räume mit einfachem Deckenstuck. Im zweiten Obergeschoss ein länglicher Festsaal (Rittersaal). Die Holzbalkendecke war ursprünglich mit rotem Rankenwerk bemalt.

### Rittersaal
Im Rittersaal ist an der Ostseite ein Wappenfresko mit Blumenkorb von 1613 mit Inschrift (Text siehe unten) und Signatur des Glasmalers Hans Caspar Lang der Ältere. Hier befand sich  ein Aussichtserker und bot einen Ausblick zum Schloss Randegg und die Alpenkette, heute noch Fenster. In der Nordwestecke zum Gewölbekeller befindet sich noch ein zweiter gewendelter Treppenabgang, hier befand sich wahrscheinlich der um 1875 niedergelegte zweite Turm.
Dieß hauß besteht in Gottes Hand,

 der Oberhoff von Altem genandt.

Mich bauet Hans im Thurn ich nen,

 gerichtsherr allhie und zu

Altiken.

Der Statt Schaffhusen Bannerherr,

 syn Gmahel auch mit gleicher Ehr.

Von Adel Margret Stokarin,

 zu Nŭfforen noch baut mit

 im.

Als man zelt fünfzehn hundert Jahr,

 nüntzig und drey dartzu fürwahr.

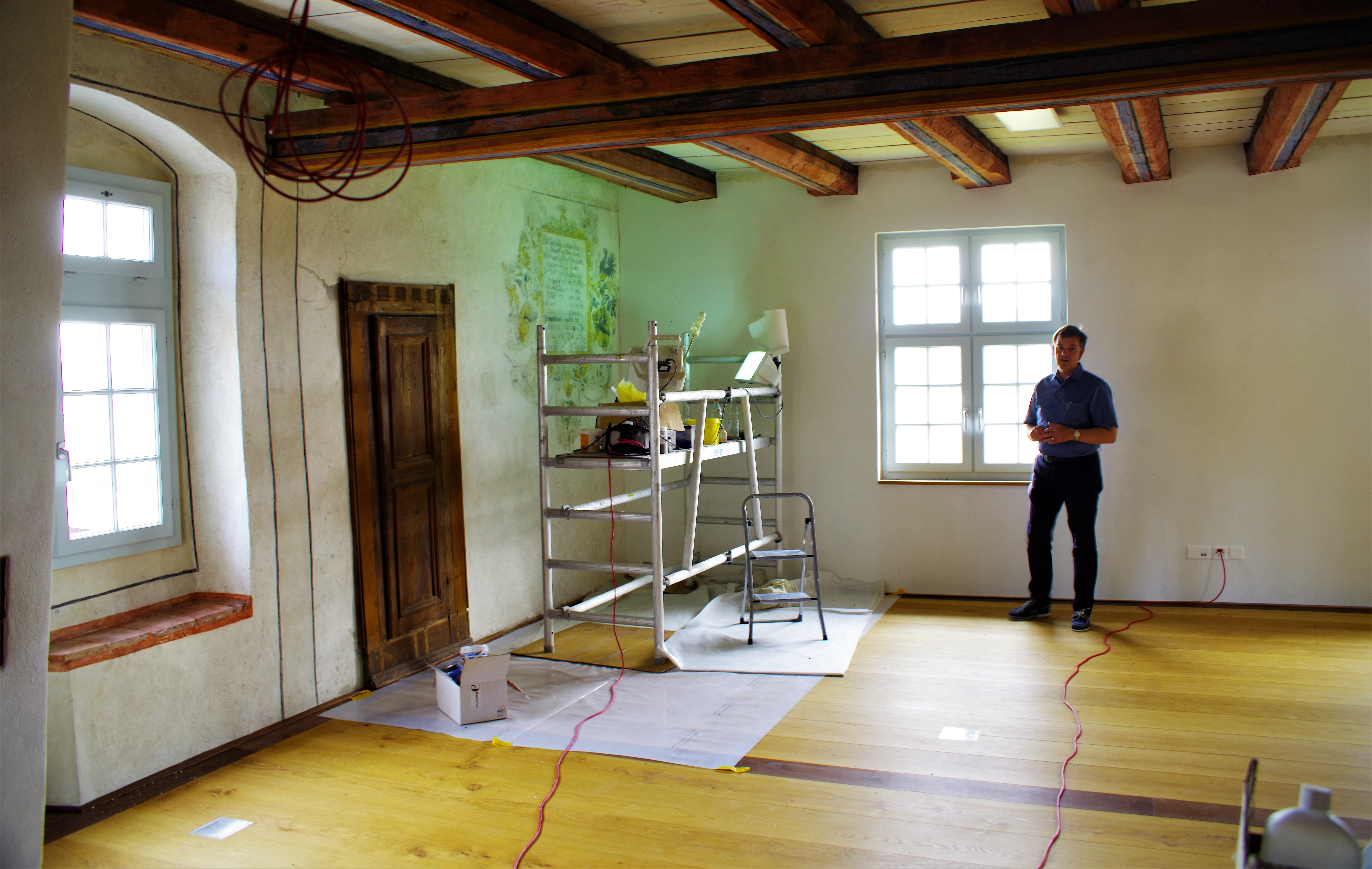
Schlossherr Hans Jürg Domenig und Restaurierungsobjekt Allianzwappen Im Thurn und Stokar im Rittersaal mit der folgenden Widmung:

Der Sohn dies Namens das Haus hat ihn,

 kriegen du muosts auch nach Ihm.
Im ehemaligen Gasthaus Adler (heute Reiatmuseum) ist auf dem Getäfel des «Goethezimmers» – Goethe kehrte am Nachmittag des 17. Septembers 1797 auf seiner Schweizerreise im Adler ein, notierte den Namen des Wirtes und lobte den Rotwein in seinem Tagebuch – eine Ansicht von Thayngen von Süden von Hans Joseph Vetter aus Stein am Rhein zu sehen, wo ein Turm auf der Südseite bei der westlichen Ecke dargestellt ist. Die Lage ist wohl etwas ungenau dargestellt, er ist in Details auf der dort ebenfalls vorhandenen Darstellung des Rheinfalls ebenfalls nicht sehr zuverlässig. Weitere alte Ansichten mit beiden Türmen sind bisher nicht bekannt.

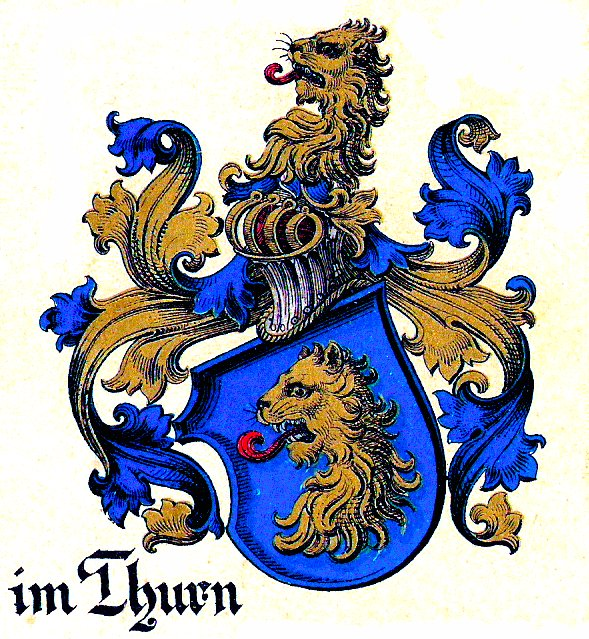
Wappen Im Thurn

## Wappen
Das Wappen der Im Thurn zeigt einen goldenen Löwenkopf auf blauem Grund.

## Reiatwein

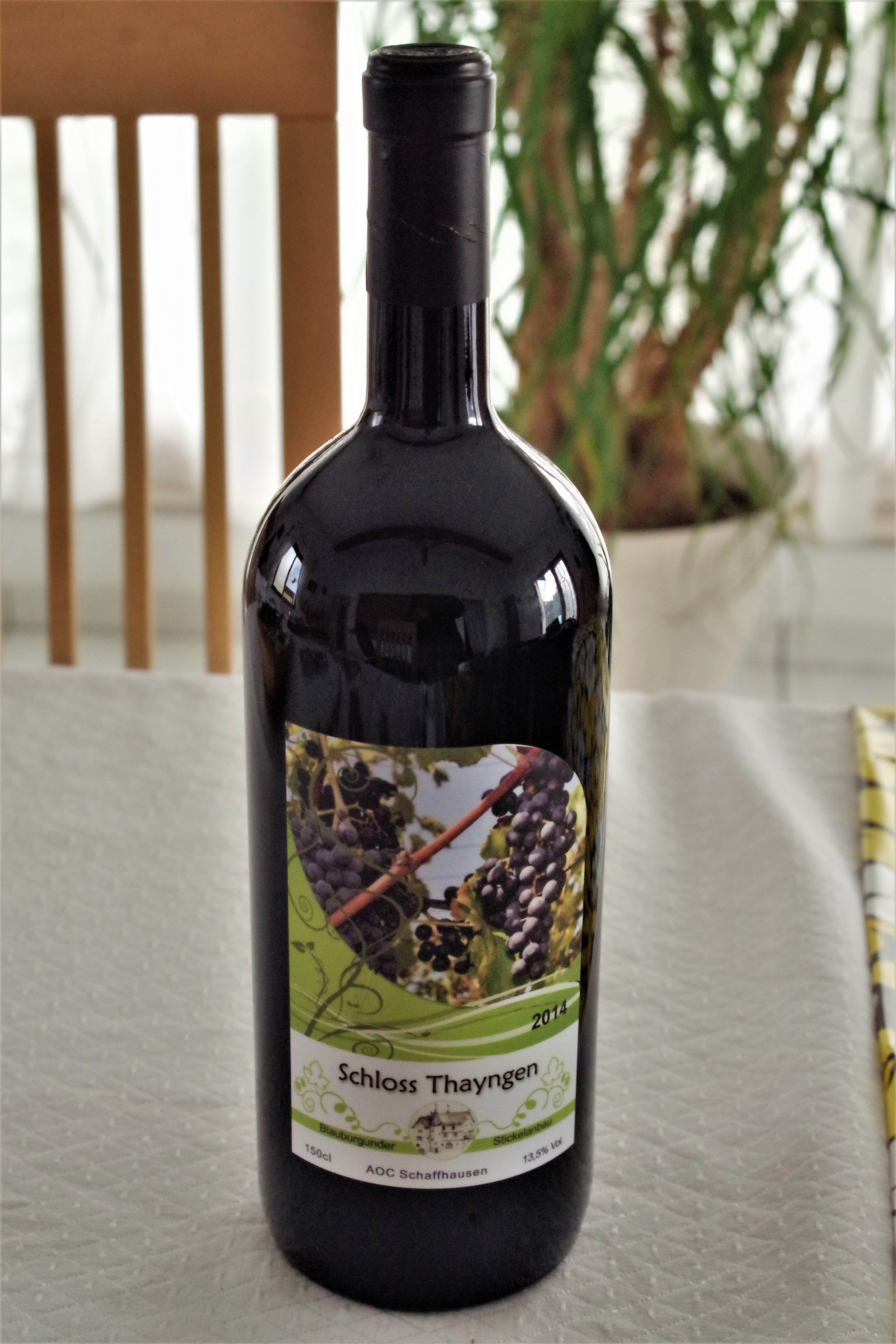
Barriqueausgebauter Blauburgunderwein von der Schlosshalde Thayngen

Der Weinbau hat im Reiat und rund um das Schloss Thayngen eine lange Tradition, bereits die Erbauer befassten sich intensiv mit dem Weinbau und wie damals baut man hier heute noch immer die Stickelreben an. Dies bezeichnet die arbeitsintensive Einzelanbauweise mit Holzpflöcken. Auf dem sonnenverwöhnten Schlosshang wächst auf Weissjurakalkboden der Blauburgunder aus dem Thaynger Reiatwein gekeltert wird. Der Schlosshang zählt zum Schaffhauser Blauburgunderland.

## Kunstausstellungen
Im Rahmen der zweijährlich stattfindenden Experimentelle, die vom Schloss Randegg aus initiiert wird, werden im Schlosskeller Bilder und Objekte ausgestellt. Im Garten werden jeweils Objekte installiert.